# 自己融解
自己融解（じこゆうかい、英: autolysis）は、個体の死亡後にその組織や細胞が自身の酵素によりタンパク質、脂質、糖質などが分解され軟らかくなる現象。胃腸粘膜が胃液や消化酵素により消化されることを特に自己消化と呼ぶ。
自己融解は消化管、膵臓、脾臓、肝臓、胆嚢、副腎髄質において起こりやすい。自己融解が開始した組織ではその構造は不明瞭となり、消失に向かう。標本作成における固定は自己融解や腐敗を抑えることを目的として実施される。